# 口唇 (GLAYの曲)
「口唇」（くちびる）は、日本のロックバンド・GLAYの11枚目のシングル。 

## 概要
タイトル曲は、フジテレビ系『HEY!HEY!HEY! MUSIC CHAMP』1997年4月 - 6月度エンディングテーマに起用。
自身初のオリコンシングルチャート1位を獲得し、初動27.8万枚、累計99.4万枚のセールスを記録。日本レコード協会の集計（出荷枚数）ではミリオンセラーに認定された。
2009年10月21日に発売されたベストアルバム『THE GREAT VACATION VOL.2 〜SUPER BEST OF GLAY〜』には、冒頭にピアノイントロが追加されたバージョンで収録されている。
カップリング曲の「春を愛する人」は、3枚目のアルバム『BELOVED』からのリカット。

## 収録曲
| 全作詞・作曲: TAKURO、全編曲: GLAY・佐久間正英。 |                         |        |            |
| #                                                | タイトル                | 作詞   | 作曲・編曲 |
| 1.                                               | 「口唇」                | TAKURO | TAKURO     |
| 2.                                               | 「春を愛する人」        | TAKURO | TAKURO     |
| 3.                                               | 「口唇 -instrumental-」 | TAKURO | TAKURO     |

## 収録アルバム
口唇
- REVIEW-BEST OF GLAY
- DRIVE-GLAY complete BEST
- THE GREAT VACATION VOL.2 〜SUPER BEST OF GLAY〜 (ピアノイントロが追加されたアルバムバージョン)
- BELOVED Anthology (リミックスバージョン、他 デモバージョン２曲が収録)
- REVIEW II -BEST OF GLAY- (『BELOVED Anthology』収録バージョンからピアノイントロを削除したテイクを収録)

春を愛する人
- BELOVED
- DRIVE-GLAY complete BEST
- rare collectives vol.1
- THE GREAT VACATION VOL.2 〜SUPER BEST OF GLAY〜
- BELOVED Anthology (リミックスバージョン)
- REVIEW II -BEST OF GLAY-
- MUSIC LIFE（DISC.2　BALLADE BEST☆MELODIES）
- DRIVE 1993〜2009 -GLAY complete BEST

## カバー
| 楽曲 | リリース      | アーティスト | 収録作品                                   | 備考 |
| ---- | ------------- | ------------ | ------------------------------------------ | ---- |
| 口唇 | 2009年6月24日 | 鈴木慎一郎   | 『俺歌〜Around30 J-Rock Non-Stop Cover〜』 |      |